# Melanchroia expositata
Melanchroia expositata är en fjärilsart som beskrevs av Walker 1862. Melanchroia expositata ingår i släktet Melanchroia och familjen mätare. Inga underarter finns listade i Catalogue of Life.